# Atoi
Atoi er et dansk band som består af Ida Cæcilie Rasmussen, Stig Helmer Jensen, Joel Gjærsbøl Pedersen og Emil Assing Høyer.
I 2005 lavede Atoi, som dengang var forholdsvis ukendt, en coverversion af Björks "Army Of Me", og den islandske sangerinde blev så begejstret for nummeret, at hun udsendte det på pladeselskabet One Little Indian samme år.
Atoi har derefter udgivet to albums. Debutalbummet fra 2009 Youth Machine, der indeholdte singlene "Tonight" og "Julio Jackson", der flittigt blev spillet på P3, og nummeret "In This House" gjorde sig desuden rigtig godt på Det Elektriske Barometer på P3.
Andet album Waves of Past Relations udkom i Danmark i 2010 på Fake Diamond Records og internationalt i 2011 gennem tyske Wordandsound.
Atoi har blandt andet været support for James Blake og svenske Jenny Wilson og har spillet på Roskilde Festival, SPOT Festival.

## Diskografi
- 2009 Youth Machine
- 2010 Waves of Past Relations